# Bumbești-Jiu
Bumbești-Jiu – miasto w Rumunii, w okręgu Gorj. W 2006 liczyło 12 tys. mieszkańców.